# Amstelstroombrug
De Amstelstroombrug (brug 2189), is een brug over de Duivendrechtsevaart in Amsterdam-Oost. De naam van de brug bleef tot maart 2025 officieus, ze was tot dan niet opgenomen in de Basisregistratie Adressen en Gebouwen. De naam was wel gegraveerd in het beton van de overspanning.

## Ligging en geschiedenis
Door de ontwikkeling van het Amstelkwartier, waarbij een industrieterrein langzaam werd ingericht en volgebouwd met een woonwijk, werd het noodzakelijk verbindingen te leggen met andere delen van het gebied. Daartoe werd een brede hoofdweg aangelegd, de Amstelstroomlaan. De wijk ligt echter tussen twee “natuurlijke grenzen” in. Aan de oostzijde ligt er het dijklichaam van de Spoorlijn Amsterdam-Utrecht met daarachter het Bajeskwartier; hier werd een doorbraak geforceerd door middel van de Onderdoorgang Amstelstroomlaan. Aan de westkant wordt de wijk begrensd door de Duivendrechtsevaart. Hiertoe werd aan architectenbureau VenhoevenCS, architect Danny Esselman, opdracht gegeven een vaste brug te ontwerpen. VenhoevenCS werkte samen met Smartland om te komen tot een brug die enigszins past in een natuurrijke omgeving (Amstelscheg), maar anderszins een stedelijk karakter moest hebben. De overspanning wordt gedragen door twee series brugpijlers met daarop jukken. Op de jukken liggen zogenaamde kokerliggers, waarbij de breedte van die liggers varieert. Wel zijn ze alle 34 meter lang; de zwaarste weegt 118.000 kilo; ze werden per schip vanuit Kootstertille naar Amsterdam vervoerd.  Door de schuine plaatsing van de pijlers is op het wateroppervlak een ruime doorvaart vrijgehouden voor een betoncentrale gevestigd aan de vaart. De brug vertoont in de pylonen tekenen van de Amsterdamse School (afwisseling baksteen en natuursteen). In de overspanning liggen kabels en leidingen. De brugleuningen staan aan begin en eind van de brug haaks op het rijdek, doch naar het midden van de brug wijken ze naar binnen. De lantaarns die de leuningen zijn verwerkt volgen dit wijkend patroon, zodra ze in de “open lucht” staan, staan ze haaks op het wegdek. Elke lantaarnpaal heeft dus een eigen hoek in de knik.
Om de brug te kunnen aansluiten op het wegennet ten westen van de vaart moest de Joan Muyskenweg zowel verlegd als vernieuwd worden, hetgeen leidde tot verkeersopstoppingen. Het was aan die kant passen en meten; de brug gaat tussen twee hoogbouwgebouwen door.
Op 23 mei 2022 publiceerde de gemeente op haar website: Nu de Amstelstroomlaan zo goed als klaar is, kunnen we aankondigen dat de brug op 31 mei open gaat. Fietsers, voetgangers en automobilisten kunnen de brug dan gaan gebruiken om naar de Rivierenbuurt of de Amstel te wandelen, fietsen of rijden." De naam van de brug is aan de oostzijde van de overspanning leesbaar.

## Ecologie
Er was ook samenwerking met ecoloog en landschapsarchitect Klaas Jan Wardenaar van landschapsarchitectenbureau Smartland. Er werden tal van ecologische snufjes toegepast aan de constructie van de brug:
- bij de brugpijlers zijn onderwater frames aangebracht met natuurlijk afval waarop al tijdens de afbouw waterplantjes groeiden voor voer voor vissen; de frames zelf kunnen dienen als hechtingsplaats van mosselen;
- er werd ook onderwater bij de pijlers een verblijfplaats gemaakt voor de Rivierdonderpad;
- de randplaten zijn voorzien van houten nestkastjes, er is plaats voor allerlei vogels, de vogels kunnen hun nestkast uitzoeken op basis van de grootte van de toegangsopening;
- bij de pijlers is er ruimte vrijgehouden voor kraamkamers voor vleermuizen;
- tegen de onderkant van het wegdek zijn plaatsen gecreëerd waar zwaluwen hun broedplaatsen kunnen maken;
- aan de bovenzijde van het wegdek is een middenberm geplaatst met inheemse plantengroei, die als voedselplek moet dienen voor insecten; de Duivendrechtsevaart gold als blokkade in de insectenstroom tussen beide gebieden; specifiek voor bijen zijn nestelgaten in donkere baksteenwanden en pylonen vrijgehouden; het baksteen moet daarbij eventuele nesten op temperatuur houden; een bufferbak in een van de kokerliggers moet voor voldoende water zorgen
- ten slotte is er ook aan de mens gedacht; aan de oostzijde voert een voetpad onder de brug door; door daar een opening in de brug te maken, kan die plek voorzien worden van natuurlijk licht.

## Naamstelling
Alhoewel de naam al vanaf de oplevering in het beton te lezen was, wilde de gemeentelijke instantie daar niet aan. Men was in de veronderstelling dat de gekozen naam zou terug gaan op rivier de Amstel, die niet onder de brug doorstroomt. De brug te vernoemen naar de Duivendrechtsevaart kon ook niet, omdat daar al bruggen met soortgelijke namen aangegeven werden. Toen naar voren kwam dat Amstelstroom een voormalige buitenplaats was, werd de tenaamstelling officieel; het is dan maart 2025. 

## Afbeeldingen

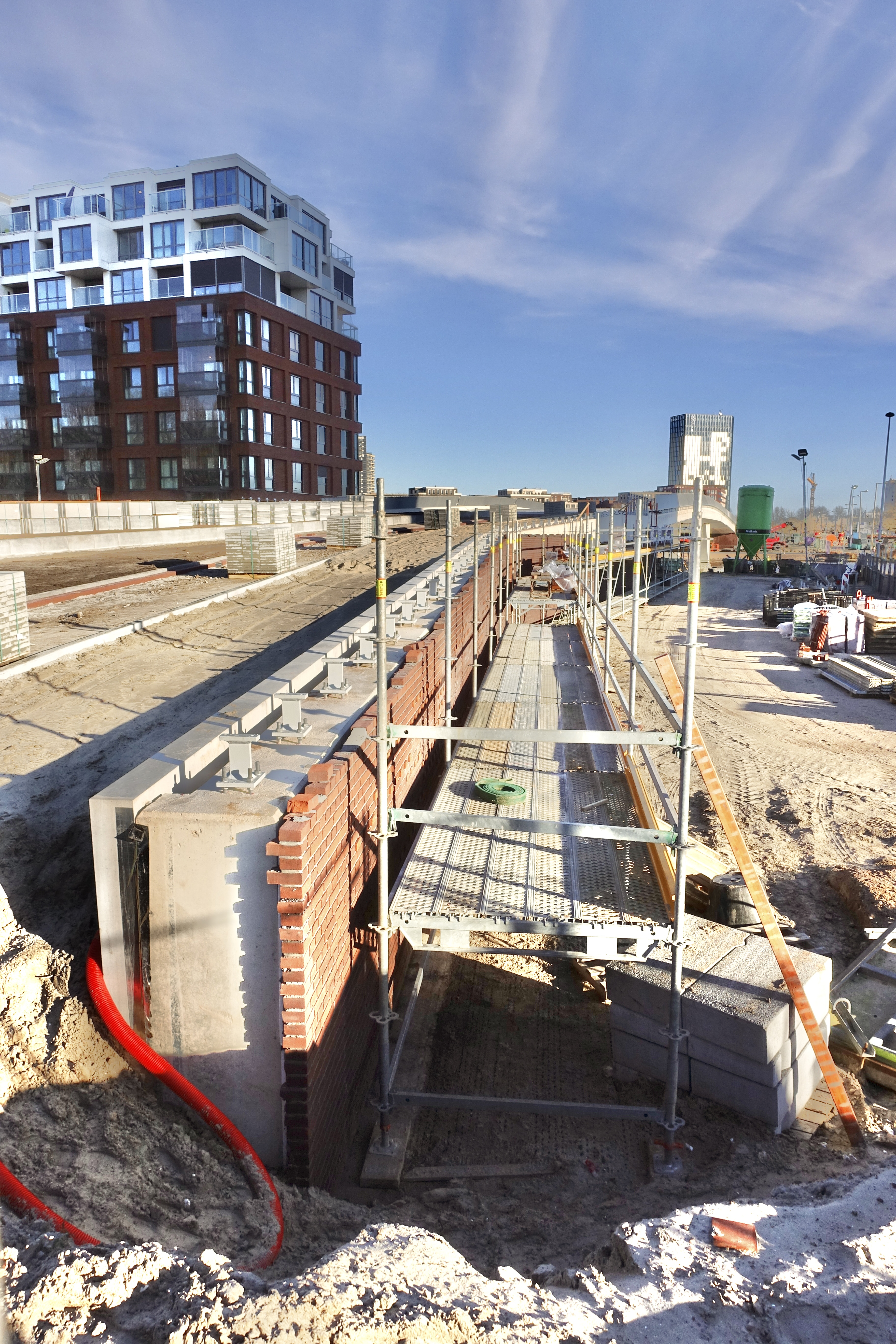
Brug in aanbouw (december 2021)
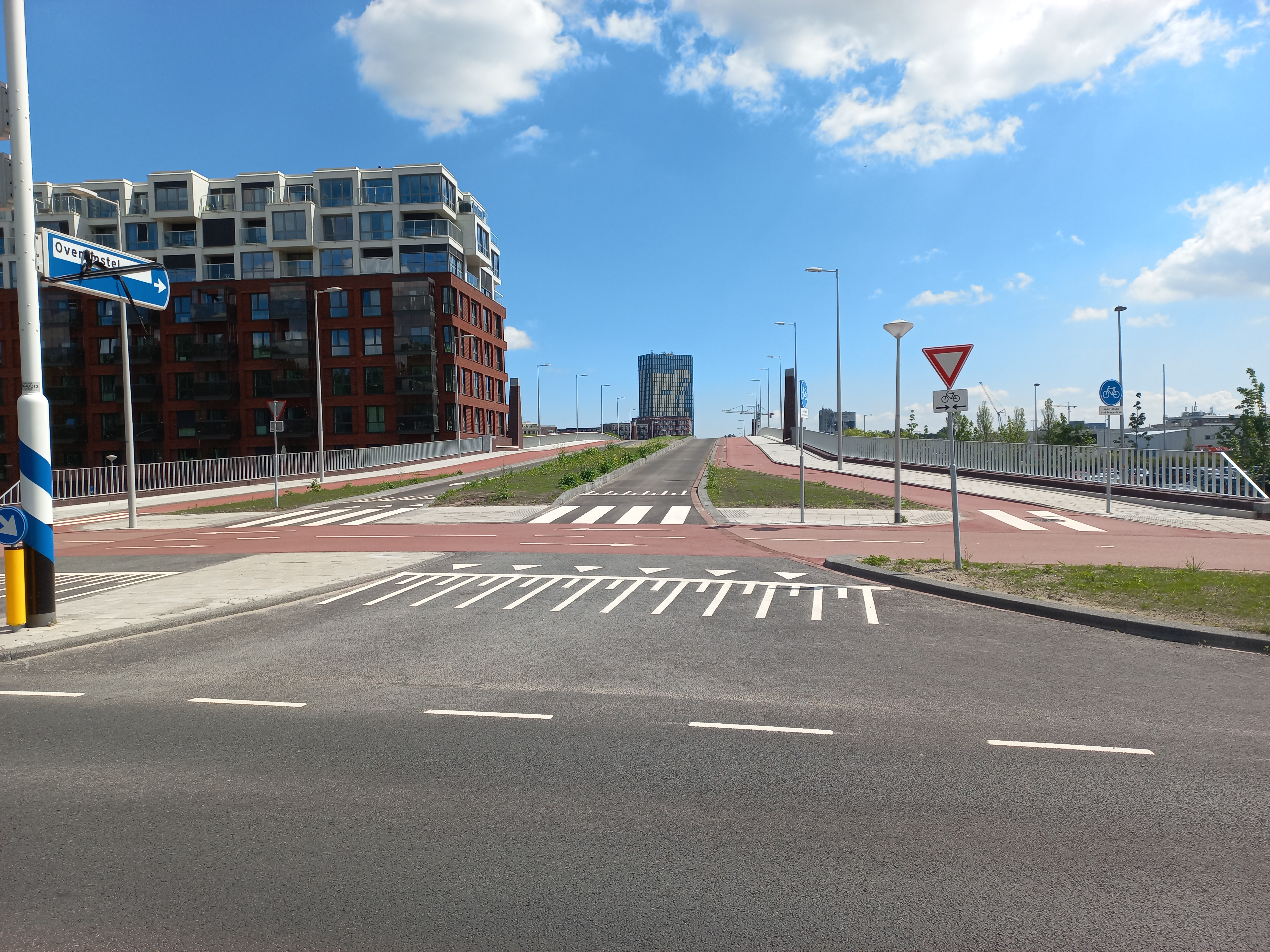
Brug 2189 gezien vanaf Joan Muyskenweg (juni 2022)
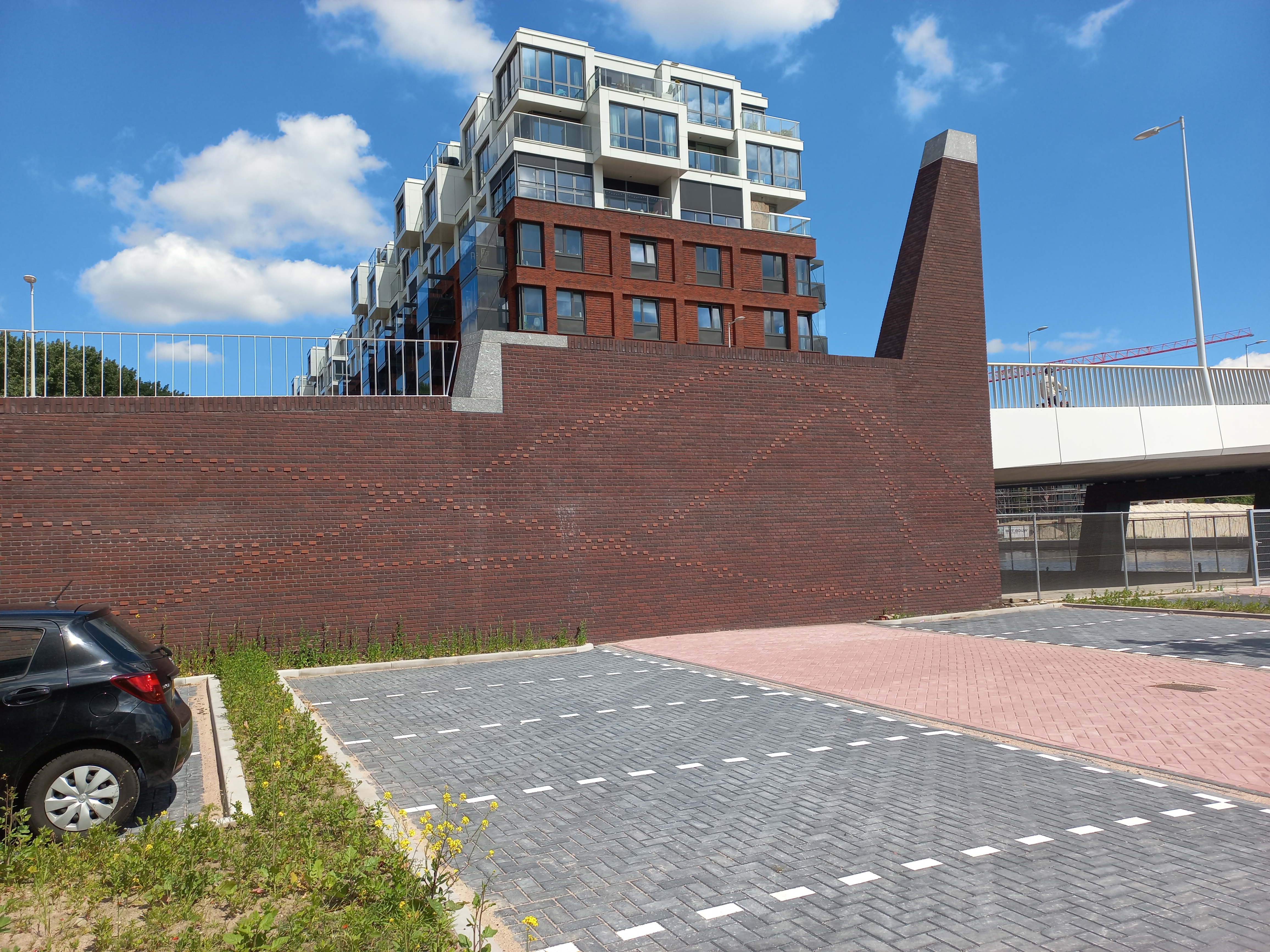
Brug 2189, pyloon (juni 2022 met afwijkend metselverband (juni 2022)
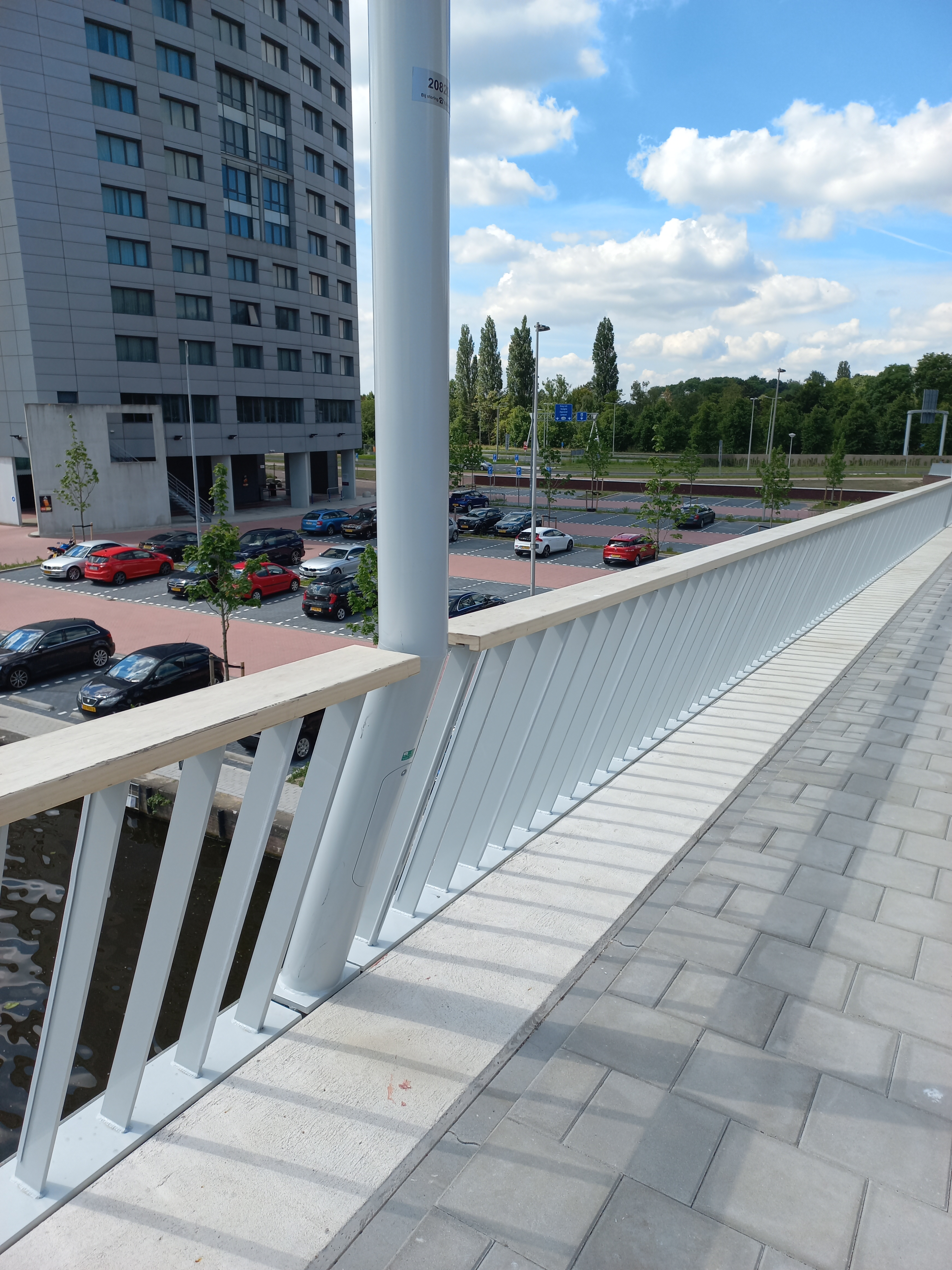
Lantaarn met knik (juni 2022)
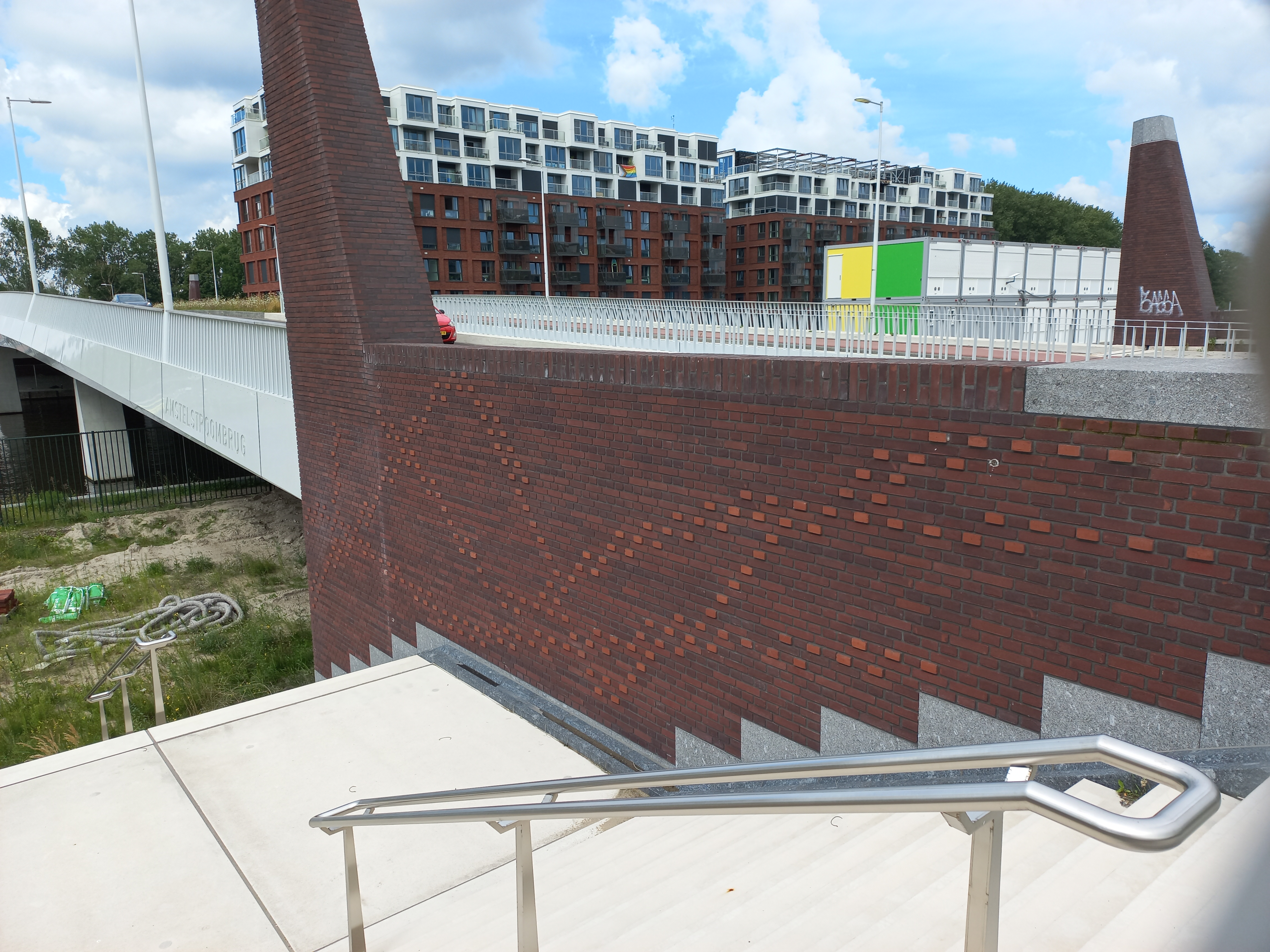
Naam in overspanning (augustus 2023)

2100 · 2102 · 2103 · 2105 · 2106 · 2107 · 2108 · 2109 · 2110 · 2111 · 2112 · 2113 · 2114 · 2115 · 2120 · 2121 · 2125 · 2127 · 2128 · 2129 · 2130 · 2131 · 2132 · 2133 · 2134 · 2135 · 2136 · 2137 · 2138 · 2139 · 2140 · 2141 · 2142 · 2143 · 2144 · 2145 · 2146 · 2147 · 2148 · 2149 · 2150 · 2151 · 2152 · 2153 · 2154 · 2155 · 2156 · 2157 · 2158 · 2159 · 2160 · 2161 · 2162 · 2163 · 2164 · 2165 · 2166 · 2167 · 2168 · 2169 · 2170 · 2171 · 2172 · 2173 · 2174 · 2175 · 2176 · 2178 · 2179 · 2180 · 2181 · 2182 · 2183 · 2184 · 2185 · 2186 · 2188 · 2189 · 2190 · 2191 · 2192 · 2193 · 2194 · 2195 · 2196 · 2197 · 2198 · 2199
Overige brugnummers zijn niet (meer) vergeven, behalve brug 2177, een verdwenen brug in Park Frankendael.